# Caméra Gaumont Chrono Négatif
Le Chrono Négatif est une caméra argentique 35 mm des établissements Gaumont, qui a été déclinée en plusieurs modèles, au départ inspirés par Georges Demenÿ et son Biographe qu’il a cédé en 1896 à Léon Gaumont pour pouvoir payer ses dettes. 

## Histoire
Après le Biographe, Georges Demenÿ et Léon Gaumont lancent plusieurs modèles qui hésitent entre plusieurs conceptions d’un modèle à l’autre. D’abord, en ce qui concerne le format, les premiers modèles utilisent une pellicule spécifique de 58 mm de large, qui offre une surface photographique importante avec un résultat excellent en définition. Mais le format mis au point par Thomas Edison, le 35 mm à quatre perforations rectangulaires disposées de chaque côté des photogrammes, appelé le « format américain » est moins onéreux à l’achat et en conséquence plus répandu. Léon Gaumont ne veut pas que ses pellicules ne trouvent pas preneurs et que ses caméras puissent utiliser le format le plus demandé. Il finit par adopter comme le monde entier le format 35 mm d’Edison. 
D’autre part, l’originalité du mécanisme que promeut Demenÿ tient par le procédé d’avance intermittente du film par came battante, un système simple mais qui a l’inconvénient majeur de former des images qui n’ont pas tout à fait les mêmes dimensions, ce qui pose des problèmes lors de la projection, nécessitant de constants recadrages décriés par les utilisateurs. La came battante est abandonnée au profit du système à griffes inventé par Louis Lumière. Finalement, il ne reste rien chez Gaumont de l’apport de Demenÿ. En 1912, le divorce est total et Léon Gaumont profite de ses contacts avec les Britanniques (notamment grâce à la Gaumont British Picture Corporation) pour copier une caméra anglaise, la Prestwich Modèle 4, qu’il commercialise sous sa marque au nom de Chrono Négatif (« Copie de la caméra anglaise Prestwich que Gaumont utilisait dans ses studios jusqu'en 1912. »).

## Description
Le Chrono Négatif est une caméra au format universel 35 mm, dotée d’une double griffe d’entraînement du film. Les magasins sont coplanaires mais séparés : le magasin du dessus contient la pellicule vierge (feed magazine), celui qui est situé en bas à l’arrière de la caméra reçoit la pellicule exposée (take-up magazine) La motorisation est confiée à une manivelle dont la poignée est repliable pour faciliter le transport. Le viseur est disposé au-dessus du boîtier (absent sur la photo). Comme dans la plupart des caméras de l’époque, une visée peut être effectuée à l’arrêt à travers la fenêtre de cadrage du film afin de parfaire la mise au point de l’objectif. Un pied Gaumont munie d'une tourelle rapide à manivelle complète l'appareil.

## Articles externes
- « Gaumont », sur Site de collection cameras projecteurs (consulté le 18 novembre 2023)